# Achille Marie Gaston Floquet
Pour les articles homonymes, voir Floquet.
Achille Marie Gaston Floquet, né le 15 décembre 1847 à Épinal et mort le 7 octobre 1920 à Nancy, est un mathématicien français.

## Biographie
Après des études à l'École normale supérieure à Paris, il devint professeur de mathématiques pures et d'analyse à Nancy en 1879. Il fut membre de l'Académie de Stanislas.
Gaston Floquet fit ses études au Lycée Louis-le-Grand à Paris avant d'entrer à l'École normale supérieure 
en 1869. L'année suivante, la guerre franco-prussienne éclatait. Floquet rejoignit l'armée de la Loire comme sous-lieutenant et combattit jusqu'à la signature du traité de paix. Il regagna ensuite l'École normale supérieure où il termina ses études en 1873. Le 19 septembre de la même année, il fut nommé professeur de mathématiques au Lycée de Belfort. En 1875, il passe l'agrégation et une semaine plus tard, il est nommé professeur en mathématiques élémentaires au Lycée d'Angers. Le 8 novembre 1876, il est nommé professeur en mathématiques spéciales au Lycée de Clermont-Ferrand. 
Le 13 février 1878, il est nommé maître de conférences à la Faculté des sciences de Nancy. Nancy avait gagné en importance après la guerre: désormais proche de la frontière allemande, la ville était le refuge de tous ceux qui fuyaient la nationalité allemande.
Floquet soumit sa thèse de doctorat Sur la théorie des équations différentielles linéaires à la Faculté des sciences de Paris le 8 avril 1879. 
Une grande partie de ses travaux ultérieurs développa des idées émises dans cette thèse. Par exemple, il publia trois articles avec le titre: Sur les équations différentielles linéaires à coefficients périodiques, deux en 1881 et le troisième en 1883. En 1884, il publia Addition à un mémoire sur les équations différentielles linéaires et Sur les équations différentielles linéaires à coefficients doublement périodiques. Les deux articles de 1881 et le second article mentionné de 1884 parurent dans les  Comptes-rendus hebdomadaires des séances de l'Académie des sciences, les autres dans les Annales de l'École normale supérieure.
En novembre 1879, Floquet obtint la position temporaire de professeur à Nancy, et l'année suivante il y fut chargé du cours de mathématiques. En 1880, il obtint la chaire de mathématiques pures et d'analyse. Il fut nommé doyen de la Faculté des sciences de Nancy en 1905. Il créa un certain nombre d'instituts qui contribuèrent à faire de Nancy un centre de pointe en recherche scientifique. Il continua à publier des articles de haute tenue sur les mathématiques et l'astronomie dans les Comptes-rendus et dans divers journaux nancéiens. Entre autres: Sur une classe d'équations différentielles linéaires non homogènes  (1887), Sur une propriété de la surface xyz = l3  (1888), Sur le mouvement d'un fil dans un plan fixe (1889), Sur l'équation de Lamé (1895), Sur le mouvement d'un point ou d'un fil glissant sur un plan horizontal fixe lorsqu'on tient compte de la rotation de la terre et du frottement (1898), Sur les équations intrinsèques du mouvement d'un fil et sur le calcul de sa tension  (1901), et L'astronome Messier (1902).
Floquet passa la totalité de la Première Guerre mondiale à Nancy en dépit des bombardements. Il mourut en 1920.
(Ces informations sont la traduction partielle d'un article de J. J. O'Connor et E. F. Robertson.)

## Note et référence
1. ↑  « FLOQUET Gaston, Achille, Marie », sur le site du CTHS.
2. ↑  (en) John J. O'Connor et Edmund F. Robertson, « Achille Marie Gaston Floquet », sur MacTutor, université de St Andrews.

- Gaston Floquet: Sur les équations différentielles linéaires à coefficients périodiques, Annales de l'École Normale Supérieure, volume 12 (1883), pages 47–88.